# Arsen Suleimanowitsch Fadsajew

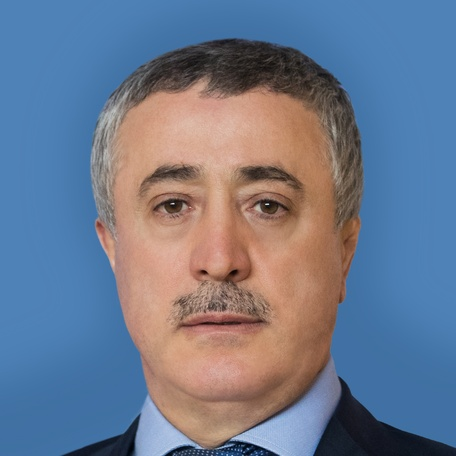
Arsen Suleimanowitsch Fadsajew, 2017

Arsen Suleimanowitsch Fadsajew (russisch Арсен Сулейманович Фадзаев; * 5. September 1962 in Tschikola, Rajon Irafski, Nordossetien) ist ein ehemaliger sowjetischer Ringer nordossetischer Abstammung und derzeitiger Politiker. Er war Olympiasieger 1988 und 1992 im freien Stil im Leichtgewicht.

## Werdegang
Arsen Fadsajew begann als Jugendlicher 1977 mit dem Ringen. Sein großes Talent wurde frühzeitig entdeckt. Er wurde deshalb zu einem Ringerzentrum nach Wladikawkas delegiert und dort von den Trainern Ramazan Bichilow und Kasbek Dedegkajew zu einem Könner im freien Stil geformt. Er gewann als Jugendlicher bereits alle damals als Spartakiaden bezeichneten Meisterschaften in der Sowjetunion in den jeweiligen Altersgruppen. Arsen Fadsajew war ein ungemein kraftvoller, untersetzter Ringer, dessen Kraft, gepaart mit hervorragender Technik, ihn fast unschlagbar machte.
1981 wurde Arsen Fadsajew in Vancouver Junioren-Weltmeister (Espoirs = Altersgruppe bis zum 20. Lebensjahr) im freien Stil im Bantamgewicht. 1982 folgte der Sieg bei den Junioren-Europameisterschaften in Leipzig im Federgewicht. Bei den Senioren machte er in der Sowjetunion im Jahre 1983 nachhaltig auf sich aufmerksam, als er bei der VIII. Völker-Spartakiade Sieger im Leichtgewicht im freien Stil wurde.
Arsen Fadsajew wurde daraufhin 1983 bei der Weltmeisterschaft in Kiew eingesetzt und gewann gleich auf Anhieb den Weltmeistertitel im Leichtgewicht. Bis 1988 gewann er dann alle internationalen Meisterschaften, an denen er teilnahm. Das waren die Weltmeisterschaften 1985 in Budapest, 1986 wieder in Budapest und 1987 in Clermont-Ferrand, die Europameisterschaften 1984 in Jönköping, 1985 in Leipzig, 1987 in Weliko Tarnowo und 1988 in Manchester, sowie die Olympischen Spiele 1988 in Seoul. An den Olympischen Spielen 1984 in Los Angeles konnte er wegen des Boykotts dieser Spiele durch die damaligen sozialistischen Staaten nicht teilnehmen. Wahrscheinlich hätte er auch dort gewonnen. Er besiegte in diesen Jahren alle Ringer von Rang und Namen, die sich ihm entgegenstellten. Genannt seien hier Bujandelgeriin Bold aus der Mongolei, Kamen Penew und Simeon Schterew aus Bulgarien, Jukka Rauhala aus Finnland, Georgios Athanasiadis aus Griechenland, Park Jang-soon aus Südkorea und Nate Carr aus den USA. Diese Liste könnte noch beliebig erweitert werden. Bei den meisten dieser Meisterschaften gewann Arsen Fadsajew ohne einen einzigen Fehlpunkt hinnehmen zu müssen, d. h., er besiegte alle seine Gegner vorzeitig.
Bei der Weltmeisterschaft 1989 in Martigny/Schweiz versuchte sich Arsen Fadsajew eine Gewichtsklasse höher im Weltergewicht. Und hier fand er in Kenneth Monday aus den USA seinen Meister. Im Endkampf dieses Turnieres besiegte Monday Fadsajew mit 6:1 Punkten. Arsen Fadsajew musste sich deshalb bei dieser Weltmeisterschaft mit dem 2. Platz begnügen.
In den Jahren 1990 bis 1992 startete er nach der politischen Wende in der Sowjetunion für Russland. Er kämpfte dabei wieder im Leichtgewicht und fügte seiner großen Titelsammlung noch die Weltmeistertitel 1990 in Tokio und 1991 in Warna und den Olympiasieg 1992 in Barcelona hinzu.
Arsen Fadsajew beendete nach den Olympischen Spielen in Barcelona seine internationale Ringerlaufbahn. Er hatte in Taschkent Ökonomie studiert und arbeitete als Lehrer. 1996 wagte er jedoch im Hinblick auf die Olympischen Spiele in Atlanta ein Comeback. Da er vom russischen Ringerverband keine Nominierung zu erwarten hatte, startete er für Usbekistan und wurde dort, ohne sich eigentlich sportlich dafür qualifiziert zu haben, für diese Spiele nominiert. Das Experiment ging schief, denn Arsen Fadsajew gewann in Atlanta zwar in der 1. Runde über Akbar Fallah aus dem Iran nach Punkten, unterlag dann aber gegen Wadim Bogijew aus Russland mit 6:4 Punkten und gab sich, durch diese Niederlage demotiviert, auch dem Syrer Ahmad Al Osta mit 11:9 Punkten geschlagen. Arsen Fadsajew landete dadurch auf dem für ihn indiskutablen 13. Platz. Er musste erkennen, dass eine vierjährige Pause auch für einen Ausnahmekönner wie ihn nicht so leicht abzuschütteln ist. Für seine Verdienste um den Ringersport wurde er im September 2003 als einer der ersten in die FILA International Wrestling Hall of Fame aufgenommen.

## Politik
Arsen Fadsajew ist jetzt Mitglied der Staatsduma von Nordossetien. 2007 wurde er in die Duma, das russische Parlament, gewählt.

## Internationale Erfolge
(OS = Olympische Spiele, WM = Weltmeisterschaft, EM = Europameisterschaft, GR = griechisch-römischer Stil, Ba = Bantamgewicht, Fe = Federgewicht, Le = Leichtgewicht, We = Weltergewicht, damals bis 57 kg, 62 kg, 68 kg und 74 kg Körpergewicht)
- 1981, 1. Platz, Junioren-WM (Espoirs) in Vancouver, F, Le, vor Barry Davis, USA, Iwan Todorow, Bulgarien, Chuk Woo-Park, Südkorea und Béla Nagy, Ungarn;
- 1982, 1. Platz, Junioren-WM (Espoirs) in Leipzig, F, Le, vor Ogruszek, Polen und Mustfow, Bulgarien;
- 1983, 1. Platz, WM in Kiew, F, Le, vor Bujandelgeriin Bold, Mongolei, Kamen Penew, Bulgarien, Kokichi Sugino, Japan, Raúl Cascaret Fonseca, Kuba und Zoltán Szalontai, Ungarn;
- 1984, 1. Platz, EM in Jönköping, F, Le, mit Siegen über Oktay Aktas, Türkei, Kamen Penew, Eric Brulon, Frankreich, Lubomir Holoubek, CSSR, Jukka Rauhala, Finnland und Jan Szymanski, Polen;
- 1985, 1. Platz, EM in Leipzig, F, Le, mit Siegen über Zoltán Szalontai, Guiterrez, Spanien, Jablonski, DDR, Rolf Schüler, BRD und Fevzi Şeker, Türkei;
- 1985, 1. Platz, WM in Budapest, F, Le, vor Bujandelgeriin Bold, Pat Sullivan, Kanada, Simeon Schterew, Bulgarien, Zoltán Szalontai und Andrzej Kubiak, Polen;
- 1985, 1. Platz, World-Super-Championships (inoffiziell) in Tokio, F, Le, vor Andrew Rein, USA und Veshihiko Hara, Japan;
- 1986, 1. Platz, World-Cup in Toledo/USA, F, Le, vor Andre Metzger, USA, Eugenio Montero, Kuba, Bujandelgeriin Bold und Zsigmond Kelevitz, Australien;
- 1986, 1. Platz, WM in Budapest, F, Le, vor Andre Metzger, Simeon Schterew, Eugenio Montero, Jukka Rauhala und David McKay, Kanada;
- 1986, 1. Platz, World-Super-Championships (inoffiziell) in Tokio, F, Le, vor Kokichi Sugino, Yshihiko Hara und Pat Sullivan;
- 1987, 1. Platz, EM in Weliko Tarnowo/Bulgarien, F, Le, vor Georgios Athanasiadis, Griechenland, Simeon Schterew, Jukka Rauhala, Daniel Santoro, Frankreich und Daniel Ionita, Rumänien;
- 1987, 1. Platz, WM in Clermont-Ferrand, F, Le, vor Georgios Athanasiadis, Andre Metzger, Kōsei Akaishi, Japan, Simeon Schterew und Park Jang-Soon, Südkorea;
- 1988, 1. Platz, Großer Preis der Bundesrepublik Deutschland in Aschaffenburg, F, Le, vor Boris Budajew, UdSSR, Kōsei Akaishi, Zoltan Szanlontai, Kamen Penew und Alexander Leipold, BRD;
- 1988, 1. Platz, EM in Manchester, F, Le, vor Attila Podolszki, Ungarn, Angel Sirakow, Bulgarien, Georgios Athanasiadis, Andrzej Kubiak und Alexander Leipold;
- 1988, Goldmedaille, OS in Seoul, F, Le, vor Park Jang-Soon, Nate Carr, USA, Kōsei Akaishi, David McKay und Jukka Rauhala;
- 1988, 1. Platz, FILA-Grand-Prix-Gala in Budapest, F, Le, vor Angel Sirakow, Istvan Dobi und Janos Forizs, bde. Ungarn;
- 1989, 1. Platz, World-Cup in Toledo/USA, F, Le, vor Nate Carr, Chris Wilson, Kanada und Jesús E. Rodríguez Garzón, Kuba;
- 1989, 2. Platz, WM in Martigny/Schweiz, F, We, hinter Kenneth Monday, USA und vor Lodoin Enchbajar, Mongolei, Valentin Zelew, Bulgarien, Krzysztof Walencik, Polen und Alexander Leipold;
- 1990, 1. Platz, WM in Tokio, F, Le, vor Georgios Athanasiadis, Jesús E. Rodríguez Garzón, Kōsei Akaishi, Nate Carr und Kamil Kocaoğlu, Türkei;
- 1991, 1. Platz, WM in Warna, F, Le, vor Chris Wilson, Walentin Gezow, Bulgarien, Georg Schwabenland, BRD, Endre Elekes, Ungarn und Georgios Athanasiadis;
- 1992, 1. Platz, OS in Barcelona, F, Le, vor Walentin Gezow, Kōsei Akaishi, Ali Akbarnejad, Iran, Fatih Özbaş, Türkei und Ko Young-Ho, Südkorea;
- 1996, 13. Platz, OS in Atlanta, F, Le, Sieger: Wadim Bogijew, Russland vor Townsend Saunders, USA und Zoza Zazirow, Ukraine